# Affaire Destrade
Pour les articles homonymes, voir Destrade.
L'affaire Destrade, du nom du député des Pyrénées-Atlantiques Jean-Pierre Destrade, est une affaire politico-financière qui a ébranlé une partie des partis politiques de la gauche française de 1993 à 2005.

## Chronologie
- le 26 janvier 1993, les gendarmes de la brigade de recherche de Bayonne présentent au procureur Jean-Pierre Nahon l'élu Jean-Pierre Destrade, conseiller général (Parti socialiste) du canton de Saint-Pierre d'Irube (Pyrénées-Atlantiques). La veille, durant leur garde à vue, les auteurs et complices de braquages de banques opérés sur la côte basque dénonçaient Jean-Pierre Destrade comme le commanditaire. L'élu se justifie face au procureur qu'il devait payer une contribution, exigée sous la menace, à l'organisation séparatiste basque ETA. Le procureur Jean-Pierre Nahon stoppe toutes les procédures le concernant et celles des stipendiaires en forçant la main au juge d'instruction Christian Lauqué, omettant délibérément (faute professionnelle) de rendre compte à son supérieur hiérarchique, le procureur général Jacques Michel. Celui-ci, informé en décembre 1993 par un justiciable de déni de droit au T.G.I. de Bayonne, confia au S.R.P.J. de Bordeaux la relance d'enquêtes concernant Jean-Pierre Destrade et son système de récoltes de fonds. Le Parquet de Bayonne ayant « perdu » la confiance de la Chancellerie, ses affaires seront délocalisées à Pau, où il sera le seul mis en examen et écroué, le 5 janvier 1995[1].

- 29 août 1995 : Jean-Pierre Destrade adresse une lettre au juge d'instruction[2]. Dans ce courrier, il s'accuse d'avoir mis en place, avec l'accord du trésorier du PS, Henri Emmanuelli, un financement du parti par le biais de sommes versées par les entreprises de la grande distribution. Jean-Pierre Destrade implique également les radicaux de gauche ; selon lui, le cabinet de François Doubin, Ministre du Commerce et de l'Artisanat dans le gouvernement de Michel Rocard (1988-1991), avait prêté la main à l'opération. Celle-ci était relativement simple : en échange de coups de pouce à l'implantation de leurs grandes surfaces, plusieurs enseignes, dont Auchan, Carrefour et Promodès, alimentaient le financement illégal des partis politiques. Jean-Pierre Destrade indique ainsi être intervenu dans dix-sept dossiers d’urbanisme commercial et avoir perçu à ce titre 33 millions de francs pour le compte du Parti socialiste et du Parti radical de gauche[3].

- En dépit d'une longue et minutieuse instruction, les juges ne parviennent cependant pas à en établir la preuve. Lors de confrontations houleuses avec Jean-Pierre Destrade, Henri Emmanuelli conteste avoir confié la moindre mission à l'ancien député ; il rappelle qu'il n'avait jamais fui ses responsabilités de trésorier du Parti socialiste[4].

- À la suite de déclarations de Jean-Pierre Destrade, Richard Moatti, ami personnel de Lionel Jospin, est également soupçonné d'avoir tenu un rôle d'intermédiaire au bénéfice de Carrefour. Une lettre du dirigeant d’Auchan le mettant en cause comme un intermédiaire de Lionel Jospin se révèle être un faux. L'enquête finit par écarter tout lien avec l'ancien Premier ministre, et aboutit à un non-lieu en faveur de Richard Moatti, faute de « charges suffisantes »[5].

- 19 novembre 2001 : À quelques mois du premier tour de l'élection présidentielle de 2002, le chef du gouvernement Lionel Jospin est entendu comme témoin par le juge à son domicile parisien. Il conteste le rôle de maître d'œuvre d'un financement occulte du Parti socialiste que s'attribue Jean-Pierre Destrade[6].

- 6 août 2004 : Henri Emmanuelli, ancien trésorier du parti, mis en examen dans l'affaire Destrade, bénéficie finalement d'un non-lieu, ainsi que l’ensemble des politiques du dossier[7]. L’enquête n’a pas permis de retrouver trace des sommes évoquées dans la comptabilité du Parti socialiste, dont les caisses noires de l’époque sont pourtant connues du fait de l’affaire Urba. Elle a, en revanche, démontré que sur dix-sept dossiers dans lesquels Jean-Pierre Destrade prétend être intervenu, treize n’ont jamais existé.

- 20 avril 2005 : À son procès, Jean-Pierre Destrade est généralement décrit comme un fabulateur se présentant à ses interlocuteurs comme conseiller à l’UAP, à l’Élysée ou à la Cour des comptes, un « tapeur » qui faisait fonctionner un système de cavalerie[8]. Il maintient ses déclarations, mais réestime le montant de ses propres commissions de cinq millions de francs à 200 000 francs, puis 300 000, puis 350 000 francs. Pour justifier ses aveux, son défenseur déclare : « En 1995, il est resté sept mois en détention. Il n'a recouvré sa liberté qu'après sa confession. Avouer : à cette époque, c'est ce que la justice paloise attendait de lui[9]. » Il est finalement condamné à trois ans de prison, dont un an ferme, pour trafic d'influence, escroquerie et dénonciation de délit imaginaire par le Tribunal correctionnel de Pau[8].